# Gradeluso
Il Gradeluso, detto anche Gradaluso o Gardaluso (Gradalus in lombardo), è un torrente della Lombardia che scorre tra le Provincie di Como e Varese. Storicamente spagliava le sue acque nei pressi della Cascina Massina di Cislago. In alcuni periodi fu tributario (soprattutto in caso di piogge intense) del Bozzente, da cui fu definitivamente separato nel XVIII secolo per evitare i frequenti fenomeni di straripamento. Prima di questi interventi talvolta, dopo piogge intense, riceveva anche l'apporto del Fontanile di Tradate .

## Corso
Il Gradeluso nasce all'interno del Parco della Pineta di Appiano Gentile e Tradate nel comune di Castelnuovo Bozzente in località detta Carriola (sorgente ora non facilmente individuabile a causa di diversi smottamenti e poco distante dall'inizio del ramo più settentrionale del torrente Bozzente)  a una quota di circa 420 metri s.l.m. Attraversa la Valle Bille in comune di Tradate e quindi una porzione dei boschi di Locate Varesino. A sud della Cascina Fagetti, il Gradeluso proseguiva verso l'abitato di Carbonate, per poi dirigersi verso Mozzate e affluire nel Bozzente. A seguito dei lavori ordinati durante la dominazione austriaca del Ducato di Milano, il torrente fu deviato da una chiusa e incanalato in un cavo artificiale che scorre ancora oggi al confine fra i comuni di Locate Varesino e Carbonate proseguendo in una zona pianeggiante. Attraversati i boschi del Rugareto, esso si spaglia dividendosi in due rami in prossimità della Cascina Visconta nel comune di Cislago a circa 245 metri s.l.m., in Via Prati Pagani. Il ramo settentrionale prende il nome di Fosso Bosenti.

## Nome
Sebbene Gradeluso resti la forma più diffusa, è localmente riportato anche come Gradaluso, Gardalusio o Gravalasso .
A sud di Locate Varesino, a seguito della sua irregimentazione, prende il nome di Cavo Gradeluso o Fosso Gradeluso e in lingua locale Cao. Prima della costruzione di quest'opera, il torrente prendeva il nome di Tinella presso Carbonate.